# Dénombrement microbiologique
Le dénombrement microbien, ou numération, a pour but de déterminer la concentration en bactérie ou moisissures dans un produit alimentaire afin de contrôler la qualité des produits destinés à la consommation. 
Afin de réaliser un bon dénombrement, il faut tout d'abord réaliser une gamme de dilutions en milieu liquide du produit allant d'un facteur 100 à 10-x, x étant le facteur que le manipulateur va définir en fonction de la matrice à analyser (cf : article Dilution). Ensuite, le dénombrement peut s'effectuer sur différents types de milieux. La numération sur milieu pris en masse peut être réalisée en surface ou dans la masse. La numération sur milieu liquide se fait par incubation de germe dans un milieu qui ne prend pas en masse.
Cette technique de d'analyse permet d'avoir en 24 à 72h des résultats fiables et exploitable très utilisé en entreprise agroalimentaire pour déterminer la qualité du produit tout au long de la production. Son inconvénients majeur est de se procurer les accessoires (hôte, lame gélosé...)